# Bracelet

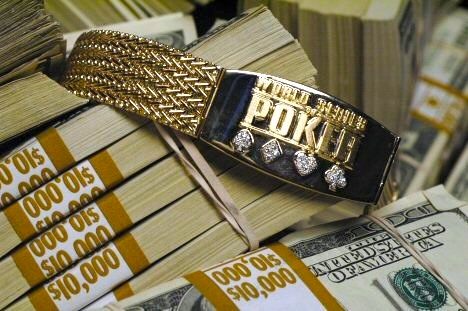
Ein Bracelet der WSOP 2005

Das Bracelet (deutsch Armband) ist die Trophäe, die jeder Spieler, der ein Turnier der World Series of Poker (WSOP) gewinnt, neben dem Preisgeld erhält. Obwohl es erst seit der WSOP 1976 offiziell verliehen wird, ist ein Bracelet heutzutage mit einem Turniersieg gleichzusetzen. Die Qualität des Armbandes stieg im Laufe der Jahre stetig an. Während die ersten nur einen Wert von einigen Hundert US-Dollar hatten, werden die heutigen Bracelets von renommierten Juwelieren entworfen.

## Geschichte
Der Gewinner der WSOP 1970, Johnny Moss, erhielt für seinen Triumph eine Silbertasse und das Geld, das er sich an den Turniertagen erspielt hatte. Nach Angaben von Becky Behnen, der Tochter des WSOP-Gründers Benny Binion, wurde von 1971 bis 1974 eine unbeschriebene Trophäe verliehen. Auch bei der WSOP 1975 wurde kein Armband, sondern ein Pokal vergeben. Bracelets werden bei der World Series seit 1976 vergeben.
Heute entspricht die Anzahl der Bracelets eines Spielers in der Regel der Anzahl der gewonnenen Turniere, auch wenn dazu Turniere vor 1976 gehören. Es gibt zwei Sonderfälle, in denen Spieler auch ohne Turniergewinn ein Armband erhielten: Bei der WSOP 1980 und 1981 bekamen die Pokerspieler H. D. Hale und David „Chip“ Reese goldene Armbänder als Anerkennung ihrer hervorragenden Leistungen in verschiedenen Pokervarianten. Diese Auszeichnung, die heute am ehesten mit dem Player of the Year Award zu vergleichen ist, wird nicht als offizielles Armband gewertet.

## Beschreibung

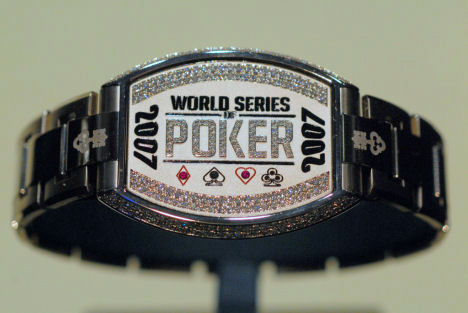
Das Armband des Weltmeisters 2007

Das erste Armband, das 1976 vergeben wurde, soll noch „wie ein flachgehämmertes Nugget“ ausgesehen haben.
Diese Armbänder hatten einen geschätzten Wert von etwa 500 US-Dollar. Ab den 1980ern lagen die alleinigen Produktionsrechte bei dem in Las Vegas ansässigen Juwelier Mordechai Yerushalmi. Diese Partnerschaft fand ein Ende, als Harrah’s Entertainment die Rechte an der World Series of Poker im Jahr 2004 aufkaufte.
Die Armbänder, die bei der WSOP 2006 an die Sieger übergeben wurden, wurden von Frederick Goldman, Inc. gefertigt, während der Schweizer Uhrenhersteller Corum einige Uhren in das Preispaket integrierte. Die Armbänder der Weltmeister waren mit 259 Steinen bestückt und 7,2 Karat schwer. Es wurden 120 Gramm Gold und Weißgold implementiert. Zudem wurden Rubine verwendet, um die Kartensymbole Herz und Karo nachzuahmen. Für das Pik wurde ein Saphir verwendet, als Kreuz wurden drei schwarze Diamanten eingesetzt.
Im Jahr 2007 wurde Corum zum alleinigen Produzenten der Armbänder. Einige der Sieger erhielten sowohl ein Bracelet als auch eine wertvolle Armbanduhr. Für die 56 Wettbewerbe wurden vier verschiedene Bracelets produziert. Die Sieger der „gewöhnlichen“ 53 Bewerbe erhielten die Standardvariante mit 53 Diamanten. Das Bracelet für die Siegerin des Frauenturniers war mit 4 schwarzen Diamanten, 2 Rubinen und 87 blauen Saphiren bestückt. Die Trophäe, die an den Sieger des renommierten H.O.R.S.E.-Turniers, Freddy Deeb, ging, besaß 91 schwarze Diamanten und 2 Rubine. Das Armband für den Sieger des Hauptturniers, Jerry Yang, konnte 120 Diamanten auf 136 Gramm schwerem Weißgold vorweisen. Der wahre Wert der Armbänder wurde zwar nicht bekannt gegeben, allerdings liegt der typische Preis für eine Corum-Uhr zwischen 1500 und 30.000 US-Dollar.

## Prestige
In den Anfangsjahren erfreuten sich die Armbänder keiner großen Beliebtheit. So gab der zehnfache Turniergewinner Doyle Brunson an, dass ihm das Schmuckstück nach seinem ersten Triumph völlig egal gewesen sei. Viele professionelle Pokerspieler sind inzwischen der Meinung, dass es zwei Arten von Spielern gibt – jene, die bereits ein Armband gewonnen haben, und jene, die immer noch darauf warten. Erstere würden einem exklusiven Klub angehören. Der Kommissar der World Series of Poker, Jeffrey Pollack, erklärte 2006, dass es für einen Spieler unmöglich sei, ein Bracelet zu sehr zu schätzen. Es sei gleichzustellen mit dem Sieg eines Eishockeyteams im Stanley Cup. Viele Pokerspieler stellen auch die Anerkennung, die ein Turniersieg mit sich bringt, in den Vordergrund. So gab Phil Gordon an, dass er das Armband mehr als alles andere wolle. Freddy Deeb gab dagegen an, dass er sein erstes Armband nicht richtig schätzte, sein zweites aber alles für ihn bedeute. Die Schauspielerin und Armbandträgerin Jennifer Tilly gab unmittelbar nach ihrem Sieg 2005 an, dass ein Bracelet besser als ein Oscar sei. Der sechsfache Turniersieger Ted Forrest soll Hamid Dastmalchi ein Armband, das diesem nicht gefiel, für 1500 US-Dollar abgekauft haben. Forrest berichtete auch, dass drei seiner Armbänder im Laufe der Jahre gestohlen wurden und er eines seiner Tochter gab.

## Rekorde

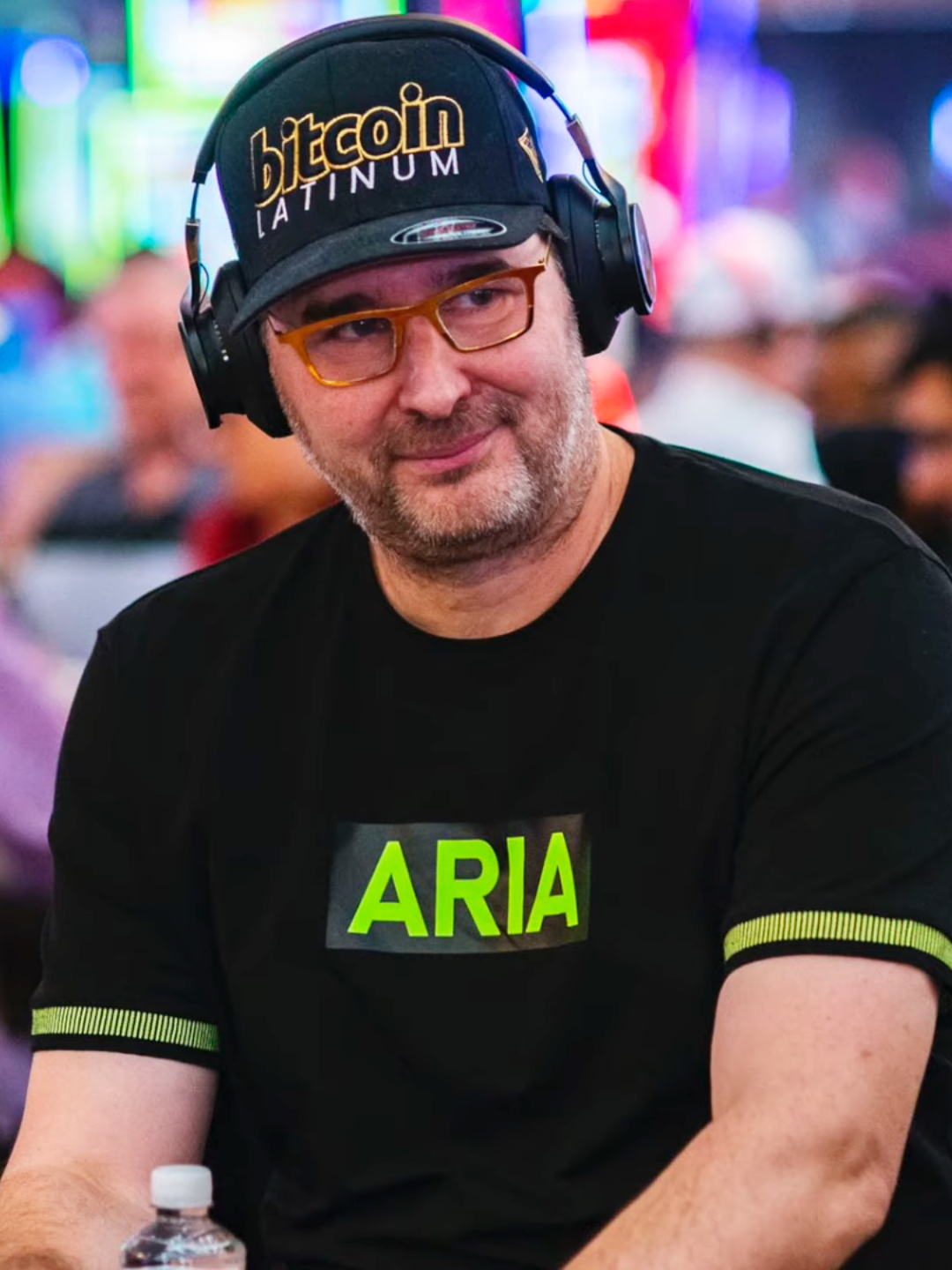
Phil Hellmuth (2021)

Rekordsieger ist der US-Amerikaner Phil Hellmuth, der seit 1989 insgesamt 17 Bracelets sammeln konnte. Damit liegt er 7 Armbänder vor Doyle Brunson, Phil Ivey und Johnny Chan. Letzterer war die erste Person, die 10 Turniere gewann.

## Deutschsprachige Braceletgewinner
Stand der Daten: 14. Dezember 2023
| Spieler                 | Herkunft               | Bracelets | Jahr(e)                | itm | Quellen |
| ----------------------- | ---------------------- | --------- | ---------------------- | --- | ------- |
| Dominik Nitsche         | Deutschland            | 4         | 2012, 2014 (2), 2017 E | 056 |         |
| George Danzer           | Deutschland Brasilien  | 4         | 2014 (2), 2014 A, 2016 | 027 |         |
| Greg Müller             | Kanada Deutschland     | 3         | 2009 (2), 2019         | 051 |         |
| Manig Löser             | Deutschland            | 2         | 2021 O, 2022           | 099 |         |
| Claas Segebrecht        | Deutschland            | 2         | 2022 O (2)             | 053 |         |
| Jonas Lauck             | Deutschland            | 2         | 2019, 2022 O           | 050 |         |
| Fedor Holz              | Deutschland            | 2         | 2016, 2020 O           | 023 |         |
| Eduard Scharf           | Deutschland            | 2         | 2001, 2003             | 019 |         |
| Hanh Tran               | Osterreich             | 2         | 2018, 2018 E           | 007 |         |
| Emil Bise               | Schweiz                | 2         | 2021 E, 2022 E         | 006 |         |
| Maximilian Klostermeier | Danemark Deutschland   | 2         | 2019, 2021 E           | 002 |         |
| Ismael Bojang           | Deutschland Osterreich | 1         | 2019                   | 113 |         |
| Giuseppe Pantaleo       | Deutschland Italien    | 1         | 2018                   | 078 |         |
| Koray Aldemir           | Deutschland            | 1         | 2021                   | 066 |         |
| Markus Prinz            | Deutschland            | 1         | 2022 O                 | 064 |         |
| Daniel Smiljkovic       | Deutschland            | 1         | 2021 O                 | 061 |         |
| Christopher Frank       | Deutschland            | 1         | 2017                   | 059 |         |
| Christian Rudolph       | Deutschland            | 1         | 2020 O                 | 059 |         |
| Martin Finger           | Deutschland            | 1         | 2013                   | 054 |         |
| Leon Sturm              | Deutschland            | 1         | 2023                   | 053 |         |
| Stefan Lehner           | Osterreich             | 1         | 2022                   | 046 |         |
| Stefan Schillhabel      | Deutschland            | 1         | 2022 O                 | 044 |         |
| Nino Ullmann            | Deutschland            | 1         | 2022                   | 044 |         |
| Dietrich Fast           | Deutschland            | 1         | 2015 E                 | 040 |         |
| Jessica Teusl           | Osterreich             | 1         | 2022                   | 040 |         |
| Paul Höfer              | Deutschland            | 1         | 2015                   | 039 |         |
| Andreas Klatt           | Deutschland            | 1         | 2017 E                 | 038 |         |
| Ole Schemion            | Deutschland            | 1         | 2021                   | 037 |         |
| Robert Schulz           | Deutschland            | 1         | 2023                   | 034 |         |
| Ivo Donev               | Osterreich             | 1         | 2000                   | 033 |         |
| Jens Lakemeier          | Deutschland            | 1         | 2017                   | 028 |         |
| Max Kruse               | Deutschland            | 1         | 2022 E                 | 024 |         |
| Johannes Becker         | Deutschland            | 1         | 2018                   | 023 |         |
| Sebastian Langrock      | Deutschland            | 1         | 2017                   | 022 |         |
| Adrian Apmann           | Deutschland            | 1         | 2015                   | 021 |         |
| Paul Michaelis          | Deutschland            | 1         | 2015                   | 020 |         |
| Jan-Peter Jachtmann     | Deutschland            | 1         | 2012                   | 018 |         |
| Matthias Rohnacher      | Deutschland            | 1         | 1997                   | 018 |         |
| Igor Kurganow           | Russland Deutschland   | 1         | 2017                   | 015 |         |
| Marc Radgen             | Deutschland            | 1         | 2022 O                 | 014 |         |
| Nikolaus Teichert       | Deutschland            | 1         | 2013                   | 014 |         |
| Alexandre Vuilleumier   | Schweiz                | 1         | 2023                   | 014 |         |
| Arne Kern               | Deutschland            | 1         | 2018                   | 012 |         |
| Bernd Gleissner         | Deutschland            | 1         | 2023 E                 | 011 |         |
| Michael Keiner          | Deutschland            | 1         | 2007                   | 010 |         |
| Thomer Pidun            | Deutschland            | 1         | 2022 E                 | 010 |         |
| Florian Langmann        | Deutschland            | 1         | 2014                   | 009 |         |
| Stanislav Zegal         | Deutschland            | 1         | 2023 P                 | 009 |         |
| Fabian Brandes          | Deutschland            | 1         | 2022                   | 008 |         |
| Hossein Ensan           | Deutschland Iran       | 1         | 2019                   | 008 |         |
| Sebastian Ruthenberg    | Deutschland            | 1         | 2008                   | 007 |         |
| Katja Thater            | Deutschland            | 1         | 2007                   | 006 |         |
| Pius Heinz              | Deutschland            | 1         | 2011                   | 005 |         |
| Jörg Peisert            | Deutschland            | 1         | 2009                   | 005 |         |
| Thomas Bihl             | Deutschland            | 1         | 2007 E                 | 004 |         |
| Jens Vörtmann           | Deutschland            | 1         | 2008                   | 004 |         |
| Besim Hot               | Schweiz                | 1         | 2019 E                 | 003 |         |
| Klaus Ilk               | Osterreich             | 1         | 2023                   | 003 |         |
| Carsten Joh             | Deutschland            | 1         | 2009                   | 003 |         |
| Jessica Marks           | Deutschland            | 1         | 2023 O                 | 003 |         |
| Samuel Mullur           | Osterreich             | 1         | 2023 P                 | 003 |         |
| Max Neugebauer          | Osterreich             | 1         | 2023 E                 | 003 |         |
| Helmut Phung            | Deutschland            | 1         | 2022 E                 | 003 |         |
| Martin Kläser           | Deutschland            | 1         | 2008                   | 002 |         |
| Gregor Müller           | Osterreich             | 1         | 2020 O                 | 002 |         |
| Siamak Tooran           | Deutschland            | 1         | 2019 E                 | 002 |         |
| Maurice Nass            | Deutschland            | 1         | 2023 E                 | 001 |         |